# Луковская (Волгоградская область)
Лу́ковская — станица в Нехаевском районе Волгоградской области России, административный центр Луковского сельского поселения.
Население — 533 (2010).

## История

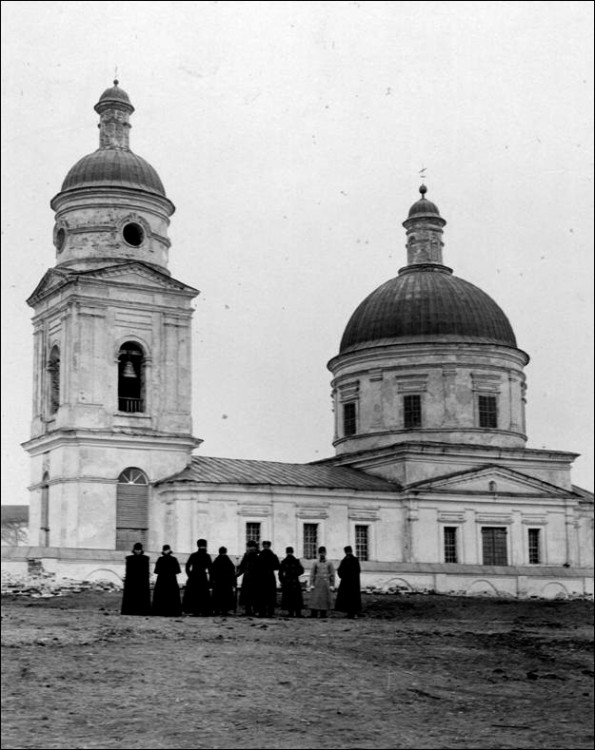
Сошествиевская церковь станицы до революции

Принято считать, что станица Луковская была основана донскими казаками в 1689 году, как городок Луковкин. Однако согласно результатам последних исследований, самое раннее документальное упоминание о городке Луковкине датировано 1656 годом.
До 1800 года станица находилась на левой стороне Хопра в урочище Лука, от которого и получила своё название. Входила в состав Хопёрского округа Области Войска Донского.
В 1729 году освящена церковь во имя апостола Иоанна Богослова. Примерно с 1780 года в станице действовала почтовая станция. При станции было 82 лошади, конюшня, где содержали лошадей. Маршрут был до станицы Тепикинской, до хуторов Провоторово и Лобачи (через Нижнюю Долговку, Верхнюю Речку, Нижнюю Речку).
В 1859 году в станице проживало 497 душ мужского и 550 женского пола.
В 1870 году открыта первая школа. Согласно переписи 1873 года в станице проживали 820 мужчин и 907 женщин, в хозяйствах жителей насчитывалось 406 лошадей, 454 пары волов, 1214 голов прочего рогатого скота и 2934 головы овцы. В 1889 году открыта больница. Согласно переписи населения 1897 года в станице проживали 1205 мужчин и 1178 женщин. Большинство населения было неграмотным: грамотных мужчин — 468 (38,8 %), женщин — 83 (7,0 %).
Согласно алфавитному списку населённых мест Области Войска Донского 1915 года в станице имелись станичное и хуторское правления, церковь Сошествия Святого Духа, двухклассное приходское училище, церковно-приходская школа, земельный надел станицы составлял 7619 десятин, проживало 1200 мужчин и 1258 женщин.
С 1928 года станица в составе Нехаевского района Нижневолжского края (впоследствии — Сталинградского края, Сталинградской области, Балашовской области, Волгоградской области).

## География
Станица расположена на правом берегу Хопра, при ручье Ольшанка. Станица теснится между восточными отрогами Калачской возвышенности, относящейся к Восточно-Европейской равнине. Рельеф местности — холмисто-равнинный, сильно расчленённый овражно-балочной сетью. Высота центра населённого пункта — 111 метров над уровнем моря. Почвы — чернозёмы солонцеватые, у Хопра — пойменные слабокислые и нейтральные почвы
Географическое положение
По автомобильным дорогам расстояние до районного центра станицы Нехаевской — 25 км, до областного центра города Волгограда — 340 км
Климат
Климат умеренный континентальный (согласно классификации климатов Кёппена — Dfb). Среднегодовая температура воздуха положительная и составляет + 6,8 °C. Средняя температура самого холодного января −9,0 °С, самого жаркого месяца июля +21,5 °С. Многолетняя норма осадков — 481 мм. В течение года количество осадков распределено относительно равномерно: наименьшее количество осадков выпадает в феврале (норма осадков — 27 мм), наибольшее количество — в июне (52 мм).
Часовой пояс
Луковская, как и вся Волгоградская область, находится в часовой зоне МСК (московское время). Смещение применяемого времени относительно UTC составляет +3:00.

## Население
Динамика численности населения по годам:
| 1859 | 1873 | 1897 | 1915 | 2002 |
| ---- | ---- | ---- | ---- | ---- |
| 1043 | 1727 | 2383 | 2458 | 587  |

| 1989 | 2010 |
| ---- | ---- |
| 730  | ↘533 |

## Инфраструктура
В станице находится администрация сельского поселения.
Развитое сельское хозяйство. Личное подсобное хозяйство.

## Транспорт
Начальный пункт автодороги «Луковская—Захоперский» (идентификационный номер 18 ОП МЗ 18Н-77).